# Kate Horan
Kate Horan (ur. 9 czerwca 1975 roku w Auckland) – nowozelandzka niepełnosprawna olimpijka, startująca w lekkoatletyce oraz kolarstwie.

## Życiorys

### Wiadomości ogólne
Ma amputowaną nogę do poziomu kolana. Przygodę ze sportem rozpoczęła w 2003 roku. Początkowo startowała w biegach, w 2013 zmieniła dyscyplinę na kolarstwo. Zdobyła medale w sezonowych mistrzostwach świata w latach 2014-2016. Ma troje dzieci.

### Mistrzostwa świata
Pierwszy medal na mistrzostwach świata zdobyła w 2014 roku, zdobywając srebro na 500 metrów. W 2015 złamała dwunastoletni rekord świata w wyścigu na 200 metrów, uzyskując czas 13.551.

### Igrzyska paraolimpijskie
Jej debiut nastąpił w 2004 roku w Atenach, gdzie startowała w biegu na 200 metrów. Mimo uzyskania rekordu świata, jej wynik został anulowany. W 2008 również startowała jako lekkoatletka, zdobywając srebrny medal. Nie pojechała na igrzyska w 2012 roku z powodów osobistych. W 2016 roku w Rio wystąpiła jako kolarka.

## Odznaczenia
Została odznaczona Orderem Zasługi Nowej Zelandii, za „Usługi dla sportu paraolimpijskiego”.